# Brandeis-Bardin
De Brandeis-Bardin-campus van de American Jewish University, voorheen bekend als het Brandeis-Bardin-instituut (Engels: Brandeis-Bardin Institute), is een locatie in Simi Valley (Californië) waar allerlei zomerkampen voor kinderen, tieners en jonge volwassenen worden gehouden. Op de campus bevindt zich een opvallend bouwwerk, het House of the Book, dat vaak gebruikt is in films en videoclips.

## Geschiedenis
Het Brandeis-Bardin-instituut werd opgericht door Shlomo Bardin, geïnspireerd door de idealen van het begin van de zionistische beweging en de financiële steun van de Amerikaanse rechter Louis Brandeis. Veel bekendheden startten hun carrière op het instituut, waaronder rabbijn Zalman Schachter-Shalomi en grondlegger van het Vernieuwde Jodendom, rabbi Shlomo Carlebach. Ook rabbijnen Abraham Joshua Heschel en Mordechai Kaplan bezochten het instituut. Shlomo Bardin runde het instituut tot aan zijn dood in 1976. Hij ligt begraven op het terrein van het instituut.
In maart 2007 fuseerde het instituut met de University of Judaism om samen de American Jewish University te vormen.

## Filmlocaties
De futuristische architectuur van het House of the Book, ontworpen door architect Sidney Eisenshtat, wordt regelmatig als locatie gebruikt voor film- en televisieprojecten. Hieronder staat een selectie:
- Camp Khitomer in Star Trek VI: The Undiscovered Country
- De Borg-basis in Star Trek: The Next Generation (Aflevering: "Descent")
- Het Command Center, later bekend als de Power Chamber, in Mighty Morphin Power Rangers, Power Rangers: Zeo en Power Rangers: Turbo
- Gebouw in The Lawnmower Man
- Marilyn Mansons videoclip voor "The Dope Show"
- Chris Browns videoclip voor "Wall to Wall"
- The Rock & Roll History Museum in Tenacious D in: The Pick of Destiny
- De achterzijde van het gebouw (en de omringende vegetatie) werd getoond in een Lexus-commercial.
- Exterieur en buitenzijde van het gebouw werden gebruikt voor Mystery Woman: Vision of a Murder.